# نورويتش سيتي
نادي نورويتش سيتي لكرة القدم (بالإنجليزية: Norwich City Football Club)‏ هو نادي كرة قدم إنجليزي يقع في نوريتش في نورفولك، تأسس في 17 يونيو 1902، يلعب في دوري الدرجة الأولى الإنجليزي. يشارك النادي حاليا في بطولة، الدرجة الثانية من كرة القدم الإنجليزية، بعد أن هبط من الدوري الممتاز في عام 2016. وقد تم ترقيته لأول مرة إلى أعلى مرحلة في عام 1972. نورويتش فاز بكأس الدوري للدرجة الثانية مرتين، في 1962 و 1985. النادي لم يفوز أبدا بالرحلة الأولى، لكنه أنهى المركز الثالث في عام 1993. تأسس النادي في عام 1902. ومنذ عام 1935، لعب نورويتش مبارياته في طريق كارو ولديها منافسة طويلة وشرسة مع منافسه الشرق الأنجليلي إبسويتش تاون، الذي اعترض على ديربي أنجليان الشرقية 134 مرة منذ عام 1902. أغنية المشجعين للنادي «على الكرة، المدينة» تعتبر أقدم أغنية كرة القدم في العالم والتي لا تزال قيد الاستخدام. يشارك النادي في مجموعات صفراء وخضراء مميزة ويطلق عليها اسم الكناري بسبب تاريخ تربية الطيور في المنطقة.

## اللاعبون

### التشكيلة الأساسية
آخر تحديث 31 أغسطس 2022. 
ملاحظة: تشير الأعلام إلى المنتخب الوطني على النحو المحدد في قواعد الأهلية للفيفا. قد يحمل اللاعبون أكثر من جنسية واحدة غير تابعة للفيفا.
| الرقم | البلد           | المركز | اللاعب                                |
| ----- | --------------- | ------ | ------------------------------------- |
| 1     | هولندا          | حارس   | تيم كرول                              |
| 2     | إنجلترا         | مدافع  | ماكس أرونز                            |
| 3     | إنجلترا         | مدافع  | سام بيرام                             |
| 4     | جمهورية أيرلندا | مدافع  | Andrew Omobamidele                    |
| 5     | إسكتلندا        | مدافع  | غرانت هانلي ()                        |
| 6     | إنجلترا         | مدافع  | بن جيبسون (ن.قائد الفريق)             |
| 8     | إنجلترا         | وسط    | إسحاق هايدن (معار من نيوكاسل يونايتد) |
| 9     | إنجلترا         | مهاجم  | Jordan Hugill                         |
| 10    | إنجلترا         | وسط    | كيران دويل                            |
| 11    | جمهورية أيرلندا | مهاجم  | Adam Idah                             |
| 14    | إنجلترا         | وسط    | تود كانتويل                           |
| 15    | إنجلترا         | مدافع  | سام ماكالوم                           |
| 17    | البرازيل        | وسط    | غابرييل سارا                          |
| 19    | الدنمارك        | وسط    | جاكوب سورينسن                         |
| 20    | إنجلترا         | وسط    | هارون رامزي (معار من أستون فيلا)      |

| الرقم | البلد            | المركز | اللاعب             |
| ----- | ---------------- | ------ | ------------------ |
| 21    | لوكسمبورغ        | وسط    | دانيل سيناني       |
| 22    | فنلندا           | مهاجم  | تيمو بوكي          |
| 23    | إسكتلندا         | وسط    | كيني ماكلين        |
| 24    | الولايات المتحدة | مهاجم  | جوش سارجينت        |
| 25    | كوبا             | وسط    | Onel Hernández     |
| 26    | تشيلي            | وسط    | مارسيلينو نونيز    |
| 27    | إنجلترا          | مهاجم  | جوناثان رووي       |
| 28    | إنجلترا          | حارس   | أنغوس غون          |
| 30    | اليونان          | مدافع  | ديميتريوس جيانوليس |
| 33    | أيرلندا الشمالية | حارس   | ميخائيل ماكغفرن    |
| 37    | ويلز             | حارس   | Daniel Barden ‏     |
| 42    | جمهورية أيرلندا  | وسط    | Tony Springett     |
| 45    | الولايات المتحدة | مدافع  | Jonathan Tomkinson |
| 46    | إنجلترا          | وسط    | ليام جيبس          |

### اللاعبون المعارون
ملاحظة: تشير الأعلام إلى المنتخب الوطني على النحو المحدد في قواعد الأهلية للفيفا. قد يحمل اللاعبون أكثر من جنسية واحدة غير تابعة للفيفا.
| الرقم | البلد   | المركز | اللاعب                                  |
| ----- | ------- | ------ | --------------------------------------- |
| 7     | كوسوفو  | وسط    | ميلوت راشيكا (إلى غلطة سراي)            |
|       | بولندا  | وسط    | برزيميسلاو بلاتشيتا (إلى برمنغهام سيتي) |
|       | إنجلترا | وسط    | جوش مارتن (إلى بارنسلي)                 |
|       | إنجلترا | مدافع  | بالي مومبا (إلى بليموث أرجايل)          |
|       | اليونان | وسط    | Christos Tzolis (إلى تفينتي أنشخيدة)    |